# 大金集禮
《大金集禮》，由金代礼部尚书张暐等撰寫。共四十卷，分尊號、冊諡、詔命、祠祀、朝會、宴饗、儀仗、輿服等門。匯集了金代的禮制，是《金史》中各志的藍本。

## 作者简介
张暐，字明仲，莒州日照县人。博学该通。登正隆五年进士。调陈留主簿、淄州酒税副使，课增羡，迁昌乐令。改永清令，补尚书省令史，除太常博士，兼国子助教。丁父忧，服除，调山东东路转运副使，入为太常丞，兼左赞善大夫。章宗封原王，兼原王府文学。章宗册为皇太孙，复为左赞善，转左谕德，兼太常丞，充宋国报谕使。至盱眙，宋人请赴宴，暐曰：“大行在殡，未可。”及受赐，不舞蹈，宋人服其知礼。使还，迁太常少卿，兼修起居注。改礼部郎中，修起居注如故。迁右谏议大夫，兼礼部侍郎。